# Zagłębie Wałbrzych
Zagłębie Wałbrzych (vollständig Górniczy Klub Sportowy Zagłębie Wałbrzych) ist ein polnischer Fußballklub aus der niederschlesischen Stadt Wałbrzych (deutsch: Waldenburg).

## Geschichte
Der am 12. Dezember 1945 unter dem Namen KS Julia Biały Kamień gegründete Verein, der in der Zwischenzeit in GKS Thorez Wałbrzych umbenannt worden war, stieg im Sommer 1968, nach einer weiteren Umbenennung am 22. Februar 1968, als GKS Zagłębie Wałbrzych in die polnische Ekstraklasa auf.
Durch einen dritten Platz in der Saison 1970/71 qualifizierte sich Zagłębie für die Teilnahme am UEFA-Pokal. Dort setzten sich die Niederschlesier in der ersten Runde mit 1:0 und 3:2 gegen den tschechoslowakischen Vertreter Union Teplice durch, scheiterten jedoch in der zweiten Runde mit 1:1 und 1:2 an der rumänischen Mannschaft UT Arad.
1974 musste Zagłębie die Ekstraklasa als Tabellenletzter verlassen. In den folgenden Jahren stieg der Verein bis in die unteren Spielklassen auf regionaler Ebene ab.

## Platzierungen in der Ekstraklasa
| Saison  | Platz | Sp. | Tore  | Diff. | Pkt. |
| ------- | ----- | --- | ----- | ----- | ---- |
| 1968/69 | 10.   | 26  | 21:29 | 0-8   | 23   |
| 1969/70 | 11.   | 26  | 20:28 | 0-8   | 22   |
| 1970/71 | 03.   | 26  | 24:24 | 0 0   | 27   |
| 1971/72 | 08.   | 26  | 22:21 | 0+1   | 26   |
| 1972/73 | 11.   | 26  | 22:31 | 0 -9  | 22   |
| 1973/74 | 16.   | 30  | 22:33 | -11   | 22   |

## Bekannte Spieler
- Zdzisław Kostrzewa, 1973–1976 bei Zagłębie
- Adam Matysek, 1985–1989 bei Zagłębie
- Marian Szeja, 15-facher polnischer Nationalspieler und Goldmedaillengewinner bei den Olympischen Spielen 1972, 1960–1973 bei Zagłębie
- Piotr Włodarczyk, spielte in der Jugend bei Zagłębie